# Supersypnoides chinensis
Supersypnoides chinensis là một loài bướm đêm trong họ Noctuidae.